# Coppa dell'AFC 2018
La Coppa dell'AFC 2018 è stata la 15ª edizione della seconda competizione calcistica per club dell'Asia. Il torneo è iniziato il 22 gennaio e si è concluso il 27 ottobre 2018 con la finale. L'Al-Quwa Al-Jawiya era la squadra detentrice del trofeo e il 27 ottobre 2018 è riuscita a imporsi per la terza volta consecutiva.

## Play-off

### Turno preliminare
| Squadra 1        | Totale | Squadra 2        | Andata | Ritorno |
| ---------------- | ------ | ---------------- | ------ | ------- |
| Asia Centrale    |        |                  |        |         |
| Dordoi Biškek    | 3 - 5  | Ahal             | 1 - 3  | 2 - 2   |
| Asia Meridionale |        |                  |        |         |
| Transport United | 0 - 3  | Bengaluru        | 0 - 0  | 0 - 3   |
| Saif             | 1 - 4  | T.C. Sports Club | 0 - 1  | 1 - 3   |

### Turno play-off
| Squadra 1         | Totale | Squadra 2  | Andata | Ritorno |
| ----------------- | ------ | ---------- | ------ | ------- |
| Asia Occidentale  |        |            |        |         |
| Hilal Al-Quds     | 1 - 2  | Al-Suwaiq  | 0 - 1  | 1 - 1   |
| Asia Centrale     |        |            |        |         |
| Ahal              | 3 - 0  | Khujand    | 1 - 0  | 2 - 0   |
| Asia Meridionale  |        |            |        |         |
| T.C. Sports Club  | 2 - 8  | Bengaluru  | 2 - 3  | 0 - 5   |
| ASEAN             |        |            |        |         |
| Boeung Ket Angkor | 4 - 3  | Lao Toyota | 3 - 3  | 1 - 0   |
| Asia Orientale    |        |            |        |         |
| Erchim            | 0 - 7  | Hwaebul    | 0 - 4  | 0 - 3   |

## Fase a gironi

### Girone A
| Squadra           | P.ti | G | V | P | S | GF | GS | DG  |
| ----------------- | ---- | - | - | - | - | -- | -- | --- |
| Al Jazeera Amman  | 14   | 6 | 4 | 2 | 0 | 13 | 6  | +7  |
| Al-Quwa Al-Jawiya | 12   | 6 | 3 | 3 | 0 | 11 | 7  | +4  |
| Malkiya           | 7    | 6 | 2 | 1 | 3 | 11 | 10 | +1  |
| Al-Suwaiq         | 0    | 6 | 0 | 0 | 6 | 4  | 16 | -12 |

### Girone B
| Squadra     | P.ti | G | V | P | S | GF | GS | DG |
| ----------- | ---- | - | - | - | - | -- | -- | -- |
| Al Ahed     | 12   | 6 | 3 | 3 | 0 | 11 | 5  | +6 |
| Al-Zawra'a  | 10   | 6 | 2 | 4 | 0 | 8  | 5  | +3 |
| Al-Jaish    | 7    | 6 | 1 | 4 | 1 | 4  | 6  | -2 |
| Manama Club | 1    | 6 | 0 | 1 | 5 | 3  | 10 | -7 |

### Girone C
| Squadra    | P.ti | G | V | P | S | GF | GS | DG |
| ---------- | ---- | - | - | - | - | -- | -- | -- |
| Al-Faisaly | 13   | 6 | 4 | 1 | 1 | 10 | 5  | +5 |
| Dhofar     | 8    | 6 | 2 | 2 | 2 | 4  | 5  | -1 |
| Al Ansar   | 7    | 6 | 2 | 1 | 3 | 6  | 7  | -1 |
| Al Wahda   | 5    | 6 | 1 | 2 | 3 | 5  | 8  | -3 |

### Girone D
| Squadra           | P.ti | G | V | P | S | GF | GS | DG  |
| ----------------- | ---- | - | - | - | - | -- | -- | --- |
| Altyn Asyr        | 14   | 6 | 4 | 2 | 0 | 17 | 7  | +10 |
| Istiqlol Dushanbe | 13   | 6 | 4 | 1 | 1 | 10 | 7  | +3  |
| Ahal              | 7    | 6 | 2 | 1 | 3 | 8  | 5  | +3  |
| Alay Osh          | 0    | 6 | 0 | 0 | 6 | 7  | 23 | -16 |

### Girone E
| Squadra         | P.ti | G | V | P | S | GF | GS | DG  |
| --------------- | ---- | - | - | - | - | -- | -- | --- |
| Bengaluru       | 15   | 6 | 5 | 0 | 1 | 14 | 3  | +11 |
| New Radiant     | 12   | 6 | 4 | 0 | 2 | 12 | 5  | +7  |
| Abahani Limited | 4    | 6 | 1 | 1 | 4 | 5  | 12 | -7  |
| Aizawl          | 4    | 6 | 1 | 1 | 4 | 5  | 16 | -11 |

### Girone F
| Squadra           | P.ti | G | V | P | S | GF | GS | DG  |
| ----------------- | ---- | - | - | - | - | -- | -- | --- |
| Home United       | 13   | 6 | 4 | 1 | 1 | 15 | 6  | +9  |
| Ceres             | 13   | 6 | 4 | 1 | 1 | 17 | 3  | +14 |
| Boeung Ket Angkor | 6    | 6 | 2 | 0 | 4 | 8  | 24 | -16 |
| Shan United       | 3    | 6 | 1 | 0 | 5 | 5  | 12 | -7  |

### Girone G
| Squadra       | P.ti | G | V | P | S | GF | GS | DG |
| ------------- | ---- | - | - | - | - | -- | -- | -- |
| Yangon United | 13   | 6 | 4 | 1 | 1 | 15 | 9  | +6 |
| Global        | 8    | 6 | 2 | 2 | 2 | 9  | 10 | -1 |
| Thanh Hoa     | 6    | 6 | 1 | 3 | 2 | 9  | 11 | -2 |
| Bali United   | 5    | 6 | 1 | 2 | 3 | 8  | 11 | -3 |

### Girone H
| Squadra          | P.ti | G | V | P | S | GF | GS | DG |
| ---------------- | ---- | - | - | - | - | -- | -- | -- |
| Persija Jakarta  | 13   | 6 | 4 | 1 | 1 | 13 | 6  | +7 |
| Sông Lam Nghệ An | 10   | 6 | 3 | 1 | 2 | 8  | 5  | +3 |
| Johor DT         | 10   | 6 | 3 | 1 | 2 | 8  | 9  | -1 |
| Tampines Rovers  | 1    | 6 | 0 | 1 | 5 | 5  | 14 | -9 |

### Girone I
| Squadra          | P.ti | G | V | P | S | GF | GS | DG  |
| ---------------- | ---- | - | - | - | - | -- | -- | --- |
| April 25         | 18   | 6 | 6 | 0 | 0 | 23 | 2  | +21 |
| Benfica de Macau | 12   | 6 | 4 | 0 | 2 | 13 | 15 | -2  |
| Hwaebul          | 6    | 6 | 2 | 0 | 4 | 9  | 10 | -1  |
| Hang Yuen        | 0    | 6 | 0 | 0 | 6 | 6  | 24 | -18 |

### Raffronto tra le seconde classificate

#### Asia Occidentale
| Squadra           | Pt | G | V | N | P | GF | GS | DR | Gruppo |
| ----------------- | -- | - | - | - | - | -- | -- | -- | ------ |
| Al-Quwa Al-Jawiya | 12 | 6 | 3 | 3 | 0 | 11 | 7  | +4 | A      |
| Al-Zawra'a        | 10 | 6 | 2 | 4 | 0 | 8  | 5  | +3 | B      |
| Dhofar            | 8  | 6 | 2 | 2 | 2 | 4  | 5  | -1 | C      |

#### Asia Sud Orientale
| Squadra          | Pt | G | V | N | P | GF | GS | DR  | Gruppo |
| ---------------- | -- | - | - | - | - | -- | -- | --- | ------ |
| Ceres            | 13 | 6 | 4 | 1 | 1 | 17 | 3  | +14 | F      |
| Sông Lam Nghệ An | 10 | 6 | 3 | 1 | 2 | 8  | 5  | +3  | H      |
| Global           | 8  | 6 | 2 | 2 | 2 | 9  | 10 | -1  | G      |

## Fase a eliminazione diretta

### Semifinali zonali
| Squadra 1          | Totale | Squadra 2       | Andata | Ritorno |
| ------------------ | ------ | --------------- | ------ | ------- |
| Asia Occidentale   |        |                 |        |         |
| Al Jazeera Amman   | 2 - 1  | Al-Faisaly      | 1 - 1  | 1 - 0   |
| Al-Quwa Al-Jawiya  | 5 - 3  | Al Ahed         | 3 - 1  | 2 - 2   |
| Asia Sud Orientale |        |                 |        |         |
| Home United        | 6 - 3  | Persija Jakarta | 3 - 2  | 3 - 1   |
| Ceres              | 6 - 5  | Yangon United   | 4 - 2  | 2 - 3   |

### Finali zonali
| Squadra 1          | Totale | Squadra 2         | Andata | Ritorno |
| ------------------ | ------ | ----------------- | ------ | ------- |
| Asia Occidentale   |        |                   |        |         |
| Al Jazeera Amman   | 1 - 4  | Al-Quwa Al-Jawiya | 0 - 1  | 1 - 3   |
| Asia Sud Orientale |        |                   |        |         |
| Ceres              | 1 - 3  | Home United       | 1 - 1  | 0 - 2   |

### Semifinali Interzona
| Squadra 1   | Totale | Squadra 2  | Andata | Ritorno |
| ----------- | ------ | ---------- | ------ | ------- |
| Home United | 1 - 11 | April 25   | 0 - 2  | 1 - 9   |
| Bengaluru   | 2 - 5  | Altyn Asyr | 2 - 3  | 0 - 2   |

### Finale Interzona
| Squadra 1 | Totale      | Squadra 2  | Andata | Ritorno |
| --------- | ----------- | ---------- | ------ | ------- |
| April 25  | 3 - 3 (gfc) | Altyn Asyr | 2 - 2  | 1 - 1   |

### Finale
| Squadra 1         | Risultato | Squadra 2  |
| ----------------- | --------- | ---------- |
| Al-Quwa Al-Jawiya | 2 - 0     | Altyn Asyr |